# Belvidere Assembly
Belvidere Assembly is een autofabriek van Chrysler in Belvidere (Illinois) in de Verenigde Staten. Voor de fusie met Daimler-Benz in 1998 was de fabriek eigendom van Chrysler. Sinds de splitsing van Daimler en Chrysler in 2007 en het faillissement van die laatste in 2009 hoort de fabriek tot het nieuw opgerichte Chrysler Group LLC.
De fabriek in Belvidere werd tussen 1964 en 1965 gebouwd. Op 7 juli 1965 liep de eerste auto van de band. In datzelfde jaar werd ook het nabijgelegen Belvidere Satellite Stamping geopend. Tot 1977 werden er klassieke achterwielaangedreven Dodge- en Plymouth-modellen gebouwd. In 1977 werd de fabriek omgebouwd voor de nieuwe voorwielaangedreven modellen.
Op 20 maart 2006 werd een tweede werkshift toegevoegd die voor 1000 extra banen zorgde. Daarvoor werd een investering van US$419 miljoen (€314 miljoen) gedaan die ook de uitrusting van de fabriek moest vernieuwen. De assemblagefabriek werkt volgens het just in time principe. Verder werd ook veel aandacht besteed aan energiebesparing. In 2011-2012 werd US$700 miljoen (€530 miljoen) geïnvesteerd in onder meer een nieuwe perserij en machines. Ook werden 1800 werknemers aangenomen, onder meer voor de productie van de nieuwe Dodge Dart.

## Gebouwde modellen
| Afbeelding | Model(len)                                         | Periode        |  | Afbeelding | Model(len)                        | Periode   |
| ---------- | -------------------------------------------------- | -------------- |  | ---------- | --------------------------------- | --------- |
|            | Dodge Polara                                       | 1965-1973      |  |            | Dodge Monaco Plymouth Fury        | 1965-1977 |
|            | Dodge Omni Plymouth Horizon                        | 1978-1988      |  |            | Dodge Rampage Plymouth Scamp      | 1982-1984 |
|            | Dodge Charger Plymouth Turismo                     | 1983-1987      |  |            | Shelby Charger                    | 1986      |
|            | Shelby GLHS                                        | 1986-1987      |  |            | Chrysler New Yorker Dodge Dynasty | 1988-1993 |
|            | Chrysler New Yorker Fifth Avenue Chrysler Imperial | 1990-1993      |  |            | Dodge Neon Plymouth Neon          | 1994-2005 |
|            | Dodge SRT-4                                        | 2003-2005      |  |            | Dodge Caliber                     | 2006-2011 |
|            | Jeep Compass                                       | 2006+          |  |            | Jeep Patriot                      | 2006+     |
|            | Dodge Dart                                         | 30 april 2012+ |  |            |                                   |           |